# Frank Press
Frank Press, ameriški geofizik, * 4. december 1924, Brooklyn, New York, ZDA, † 29. januar 2020.
Press je sprva študiral oceanografijo in doktoriral na Univerzi Columbia, nato pa se je posvetil seizmologiji, kjer je bil eden od pionirjev uporabe tehnike digitalnega procesiranja signalov.
Deloval je na Kalifornijskem tehnološkem inštitutu in kasneje na Tehnološkem inštitutu Massachusettsa, leta 1976 pa je postal znanstveni svetovalec takratnega ameriškega predsednika Jimmyja Carterja. Med letoma 1981 in 1993 je bil dva mandata predsednik Nacionalne akademije znanosti ZDA.